# Casper van der Meer
Casper van der Meer (Alkemade, 23 oktober 1965) is een Nederlands voormalig wielrenner, die in 1991 als stagiair reed voor de Belgische formatie Tonton Tapis-GB, waar hij ploeggenoot was van onder andere Stephen Roche.

## Palmares
1993
- Ardense Pijl
- Circuit du Hainaut

1996
- 20e Kuurne-Brussel-Kuurne

## Resultaten in voornaamste wedstrijden
|      | \| Jaar \| Parijs-Brussel \| \| WK op de weg \| \| ---- \| -------------- \| \| ------------ \| \| 1996 \| 62e \| \| 49e \| |  |              |
| Jaar | Parijs-Brussel |  | WK op de weg |
| 1996 | 62e |  | 49e          |